# Sasha Clements
Sasha Nicole Clements, född 14 mars 1990 i Toronto i Ontario i Kanada, är en kanadensisk skådespelare och före detta fotomodell.

## Filmografi
- 2005: The Snow Queen
- 2009-2010: Majority Rules!
- 2010: What's Up Warthogs!
- 2011: Rookie Blue
- 2011: Really Me
- 2012: Lost Girl
- 2012: Life with boys
- 2013: Mudpit
- 2014: How to Build a Better Boy
- 2015: Open Heart
- 2015: Degrassi Don't Look Back
- 2016: Say Yes to the Dress
- 2017: From Straight A's to XXX